# Desert Hot Springs
Desert Hot Springs es una ciudad ubicada en el condado de Riverside en el estado estadounidense de California, fundada en 1946. En el año 2000 tenía una población de 16,582 habitantes y una densidad poblacional de 275 personas por km². 

## Geografía
Desert Hot Springs se encuentra ubicada en las coordenadas 33°57′N 116°30′O / 33.950, -116.500. Según la Oficina del Censo, la ciudad tiene un área total de 60,3 km² (23,3 mi²), de la cual 60,2 km² (23,2 mi²) es tierra y 0,1 km² (0 mi²) (0%) es agua.

## Demografía
Según la Oficina del Censo en 2000 los ingresos medios por hogar en la localidad eran de $25,987, y los ingresos medios por familia eran $29,126. Los hombres tenían unos ingresos medios de $27,873 frente a los $21,935 para las mujeres. La renta per cápita para la localidad era de $11,954. Alrededor del 27.5% de la población estaban por debajo del umbral de pobrezaCosa muy destaca dada la poca población.